# 埃爾多拉多鎮區 (愛荷華州本頓縣)
埃爾多拉多鎮區（英語：Eldorado Township）是位於美國愛荷華州本頓縣的一個行政鎮區。

## 地方資料
根據2010年美國人口普查的數據，埃爾多拉多鎮區的面積為92.21平方千米，當中陸地面積為92.21平方千米，而水域面積為0.00平方千米。當地共有人口1240人，而人口密度為每平方千米13.45人。